# Port Afrique
Port Afrique est un film dramatique britannique réalisé par Rudolph Maté, sorti en 1956.

## Synopsis
A la fin de la Seconde guerre mondiale, le pilote américain Rip Reardon rentre chez lui au Maroc, alors sous protectorat français, où il apprend que sa femme a été assassinée. Parmi les suspects, il y a la brune Ynes dont il tombe amoureux...

## Fiche technique
- Titre original : Port Afrique
- Réalisation : Rudolph Maté
- Scénario : Frank Partos, John Cresswell, d'après le roman de Bernard Victor Dryer
- Photographie : Wilkie Cooper
- Musique : Malcolm Arnold
- Montage : Raymond Poulton
- Décors : Wilfrid Shingleton
- Costumes : Julia Squire
- Chorégraphie : David Paltenghi
- Son : San Fisher, J.B. Smith
- Pays d'origine :  Royaume-Uni
- Langue : anglais
- Format :
- Genre : Film dramatique
- Durée : 85 minutes
- Dates de sortie :
- Affiche : André Bertrand (France)

## Distribution
- Pier Angeli : Ynez
- Philip Carey : Rip Reardon
- Dennis Price : Robert Blackton
- Eugene Deckers : Colonel Moussac
- James Hayter : Nino
- Pat O'Meara : le guitariste
- Richard Molinas : le capitaine
- Guy De MOonceau : le chauffeur de la police
- Anthony Newley : Pedro
- Jacques Cey : un serveur
- Dorothy White : la bergère
- Denis Shaw : Grila
- Marie Hanson : Georgette
- Rachel Gurney : Diane Blackton
- Guido Lorraine : Abdul
- André Maranne : un officier de police
- Lorenza Colville : Bouala
- Christopher Lee : Franz Vermes
- Maureen Connell : le modèle indigène
- Eric Linday : le garçon sénégalais
- Auric Lorand : une sentinelle
- Larry Taylor et George Leech : les Arabes
- Andreas Malandrinos : Gardner